# Forte de São Luís (Cádis)
O Forte de São Luís, conhecido localmente como Castelo de São Luís ou Forte Luís, localiza-se no município de Cádis, província de Cádis, na comunidade autónoma de Andaluzia, na Espanha.
Juntamente com o Forte de Matagorda e com o Forte de El Trocadero, erguia-se numa ilha, do lado direito da boca de El Trocadero, onde os navios eram carenados, na baía de Cádis.
Era totalmente fechado, embora os seus muros fossem menos sólidos que os dos vizinhos Forte de San Lorenzo de El Puntal e Forte de Santa Catalina.
Durante as batalhas da Guerra da Independência Espanhola, serviu de cobertura e de apoio para muitas das operações lançadas a partir de terra.
Anos mais tarde, foi conquistado pelos Cem Mil Filhos de São Luís, sob o comando do duque d'Angoulême, durante a batalha de Trocadero (30 de agosto de 1823), na qual se enfrentaram as forças liberais espanholas e as dos absolutistas franceses que apoiavam Fernando VII de Espanha.
Actualmente encontra-se em ruínas.